# Harald Meier
Harald Meier (1922–2007) német herpetológus volt. Zoológiai szakmunkákban nevének rövidítése: „Meier”.

## Az általa leírt taxonok
Meier számos új gekkófajt leírt, például a Phelsuma pusilla hallmanni és a Phelsuma borbonica mater alfajokat.

## A tiszteletére elnevezett taxonok
Meier nevét három taxon tudományos neve őrzi:
- Mantella haraldmeieri[1]
- Geoscincus haraldmeieri[2]
- Zonosaurus haraldmeieri[2]